# Gospodarka towarowa
Gospodarka towarowa – typ gospodarki, który charakteryzuje się tym, że producenci wytwarzają produkty na wymianę, czyli na sprzedaż.
Zgodnie z marksistowską periodyzacją dziejów ten typ gospodarki miał pojawić się u schyłku okresu wspólnoty pierwotnej, natomiast w okresie niewolnictwa i feudalizmu występował na skraju działalności ludzkiej, by przeważyć w systemie gospodarki kapitalistycznej. Początki gospodarki towarowej datuje się 6–8 tysięcy lat przed naszą erą.
W gospodarce towarowej przedmiot wymiany (produkt pracy ludzkiej) staje się towarem. Pojęcie towaru obejmuje wszystkie dobra konsumpcyjne i produkcyjne i usługi.